# 佟世衡
佟世衡，汉军正蓝旗人，是一名清朝政治人物。
佟世衡曾于乾隆三十年接替奇宠格任兴化府知府一职，乾隆三十二年由黄宽接任。